# 南京应用技术学校
南京应用技术学校是中國江蘇省南京市的一所全日制应用型技术学校，创办于2003年，原名南京市英才技工学校，在校学生6000多人，校園占地530多亩，建筑面积12万平方米。